# 容疑者の夜行列車
『容疑者の夜行列車』（ようぎしゃのやこうれっしゃ）は、日本の小説家多和田葉子による小説である。
雑誌『ユリイカ』の2001年1月号から2001年12月号までに連載されたものに、書き下ろし作品「第11輪 アムステルダムへ」を加え、2002年7月に青土社より単行本が刊行された。装丁は、中島かおるによる。写真は、斎藤忠徳による。2003年、第39回谷崎潤一郎賞を受賞する。同年、第14回伊藤整文学賞を受賞する。
主人公を二人称〈あなた〉で表現した二人称小説である。多和田は、本作の他に、『旅をする裸の眼』や『アメリカ 非道の大陸』など、女性が母国語圏外の地域を旅行する小説を多数発表している。書評家の江南亜美子は、「もう何度も読み返しているが、いつ開いても完璧なテキストだとうっとりしてしまう」と評価している。

## あらすじ
ある日、〈あなた〉は、ハンブルクにあるハンブルク＝アルトナ駅で、パリ行きの夜行列車に乗り込んだ。〈あなた〉は、ホームや列車の席に人があまりいないことを妙に思う。途中で、車掌から、ストライキの影響で列車がすべて止まることを知らされ、バスに乗り換える。やがて、ブリュッセルと思われるところに到着する。ある日、〈あなた〉は、ジーゲン行きの列車が遅れているので、ジーゲンまで行くという1組の男女の車に乗せてもらう。そして、〈あなた〉は、物理学者だという男とチューリッヒ行きの列車に乗り込む。

## 主な登場人物
〈あなた〉
旅人。ダンサー。女性。
男
物理学者。